# دير الشيروبيم
دير الشيروبيم دير أثري ومعلم ديني وسياحي يقع في محافظة ريف دمشق بالقرب من صيدنايا، سوريا على ارتفاع 2000 متر عن سطح البحر.
بني بالقرب من الدير تمثال للسيد المسيح، يعتبر الأكبر في الشرق الأوسط.

## التسمية والموقع
تعني كلمة (شيروبيم) بالآرامية القديمة الملائكة وتتكون من مقطعين «الشيروب» أي الملاك والـ «بيم» علامة الجمع وقد سمي الدير بهذا الاسم وفي هذا المكان المرتفع بحيث يكون هيكلا للرب ومكان للعبادة في أعلى القمم الجبلية في سلاسل الجبال القريبة من دمشق، ومن قمة هذا الدير التاريخي يستطيع الزائر مشاهدة دمشق وجبل صنين وجبل الشيخ ومناطق كثيرة بعيدة من سوريا ولبنان.

## خلفية تاريخية
يذكره شهاب الدين العمري في كتابه مسالك الأبصار في جملة ديارات الشام حيث قال: «هو دير مار شريف يقصد للتنزه، من بناء الروم بالحجر الأبيض الجليل وهو دير كبير وفي ظاهره عين ماء سارحة وفيه كوى وطاقات تشرف على غوطة دمشق».
وذكره أيضاً الرحالة الغربي بوكوك قائلاً: أنه حين صعد إليه عام 1727م كان مأهولاً وفيه راهب واحد وكنيسة عامرة، ويعود العمران فيه ليكون ديراَ مزدهراَ وناشطاَ إلى القرن السادس الميلادي أيام الإمبراطور الرومي جوستنيانوس (527-565).

## أقسام الدير
يتكون دير الشيروبيم من قسمين:
- القسم الأول يضم سلسلة متتابعة من المغاور المحفورة في باطن الجبل، ويلاحظ أن المغاور في الدير تنقسم إلى قسمين:
  - مغاور بشكل أماكن لحياة مشتركة رهبانية (مغاور مشتركة) محفورة بطرق معينة ومخصصة لمشاركة المتعبدين والرهبان
  - مغاور للعبادة بالشكل الأكثر توحدا (مغاور مفردة) أو (إفرادية) حيث يوجد بها مدرج محفور بالصخر خاص لاجتماع الرهبان مع القس والأب الروحي لأخذ التعاليم في حياتهم الرهبانية.
- القسم الثاني أبنية ضخمة تاريخية مخصصة للعبادة والإقامة وغيرها

## ترميم الدير
أتت عوامل الزمن على هذا الدير فخُرب وبقي معروفاً بالتسمية الشعبية بدير شربيم أو شربين ثم أعادت رئيسة دير سيدة صيدنايا «الأم كاترين أبي حيدر» الحياة له حيث أعيد ترميم هذا الدير الأثري الهام في عام 1981 ميلادي، وتمت العناية بالمباني الضخمة والمغاور والكهوف التاريخية وتشجير المكان المحيط، وقد لاقى الدير أهمية خاصة من البطريرك إغناطيوس الرابع هزيم الذي كلف الأرشمندريت يوحنا مع أخويته الرهبانية لمتابعة التنمية الروحية والعمرانية لهذا الدير التاريخي العريق.